# Lobelia leschenaultiana
Lobelia leschenaultiana är en klockväxtart som först beskrevs av Karel Presl, och fick sitt nu gällande namn av Carl Skottsberg. Lobelia leschenaultiana ingår i släktet lobelior, och familjen klockväxter. Inga underarter finns listade i Catalogue of Life.